# Tour de Catalogne 1940
Le Tour de Catalogne 1940 est la 20e édition du Tour de Catalogne, une course cycliste par étapes en Espagne. L’épreuve se déroule sur neuf étapes entre le 5 et le 12 mai 1940, sur un total de 1 344 km. Le vainqueur final est le Luxembourgeois Christophe Didier, devant son compatriote Mathias Clemens et l'Espagnol Mariano Cañardo.
Cette édition a lieu quelques mois après le début de la Seconde Guerre mondiale et plusieurs coureurs de pays touchés par le conflit sont au départ. Toutes les étapes sont remportées par des coureurs étrangers.

## Étapes
| Étape | Date   | Parcours                   | km    | Vainqueur d’étape                  | Leader du classement général |
| ----- | ------ | -------------------------- | ----- | ---------------------------------- | ---------------------------- |
| 1re a | 5 mai  | Montjuïc - Montjuïc        | 38,0  | Nello Troggi (ITA)                 | Nello Troggi (ITA)           |
| 1re b | 5 mai  | Barcelone - El Vendrell    | 86,0  | Huub Sijen (NED)                   | Huub Sijen (NED)             |
| 2e    | 6 mai  | El Vendrell - Reus         | 147,0 | Frans Pauwels (NED)                | Frans Pauwels (NED)          |
| 3e    | 7 mai  | Reus - Lleida (clm)        | 111,0 | Mathias Clemens (LUX)              | Mathias Clemens (LUX)        |
| 4e    | 8 mai  | Lleida - Vielha            | 215,0 | Christophe Didier (LUX)            | Mathias Clemens (LUX)        |
| 5e    | 9 mai  | Vielha - La Seu d'Urgell   | 266,0 | Karel-Lodewijk van Espenhout (BEL) | Christophe Didier (LUX)      |
| 6e    | 10 mai | La Seu d'Urgell - Figueres | 200,0 | Albert Ritserveldt (BEL)           | Christophe Didier (LUX)      |
| 7e    | 11 mai | Figueres - Girona (clm)    | 93,0  | Mathias Clemens (LUX)              | Christophe Didier (LUX)      |
| 8e    | 12 mai | Girona - Barcelone         | 188,0 | Mathias Clemens (LUX)              | Christophe Didier (LUX)      |

### Étape 1a. Barcelone - Barcelone. 38,0 km
|   | Cycliste           | Temps           |
| - | ------------------ | --------------- |
| 1 | Nello Troggi       | 1 h 01 min 55 s |
| 2 | Huub Sijen         | m.t.            |
| 3 | Albert Ritserveldt | m.t.            |

|   | Cycliste           | Temps           |
| - | ------------------ | --------------- |
| 1 | Nello Troggi       | 1 h 01 min 55 s |
| 2 | Huub Sijen         | m.t.            |
| 3 | Albert Ritserveldt | m.t.            |

### Étape 1b. Barcelone - El Vendrell. 86,0 km
|   | Cycliste         | Temps           |
| - | ---------------- | --------------- |
| 1 | Huub Sijen       | 2 h 19 min 18 s |
| 2 | Bartomeu Flaquer | m.t.            |
| 3 | Giuseppe Martano | m.t.            |

|   | Cycliste           | Temps           |
| - | ------------------ | --------------- |
| 1 | Huub Sijen         | 3 h 21 min 18 s |
| 2 | Bartomeu Flaquer   | m.t.            |
| 3 | Albert Ritserveldt | m.t.            |

### Étape 2. El Vendrell - Reus. 147,0 km
|   | Cycliste          | Temps           |
| - | ----------------- | --------------- |
| 1 | Frans Pauwels     | 5 h 01 min 33 s |
| 2 | Joan Gimeno       | m.t.            |
| 3 | Christophe Didier | + 4 min 34 s    |

|   | Cycliste          | Temps           |
| - | ----------------- | --------------- |
| 1 | Frans Pauwels     | 8 h 22 min 46 s |
| 2 | Joan Gimeno       | m.t.            |
| 3 | Christophe Didier | + 4 min 34 s    |

### Étape 3. Reus - Lleida. 111,0 km (clm)
|   | Cycliste           | Temps           |
| - | ------------------ | --------------- |
| 1 | Mathias Clemens    | 3 h 08 min 10 s |
| 2 | Giuseppe Martano   | + 4 min 10 s    |
| 3 | Albert Ritserveldt | + 5 min 20 s    |

|   | Cycliste          | Temps            |
| - | ----------------- | ---------------- |
| 1 | Mathias Clemens   | 11 h 39 min 37 s |
| 2 | Frans Pauwels     | + 1 min 07 s     |
| 3 | Christophe Didier | + 1 min 43 s     |

### Étape 4. Lleida - Vielha. 215,0 km
|   | Cycliste                     | Temps           |
| - | ---------------------------- | --------------- |
| 1 | Christophe Didier            | 8 h 38 min 36 s |
| 2 | Karel-Lodewijk van Espenhout | + 54 s          |
| 3 | Mathias Clemens              | m.t.            |

|   | Cycliste          | Temps            |
| - | ----------------- | ---------------- |
| 1 | Mathias Clemens   | 20 h 19 min 07 s |
| 2 | Christophe Didier | + 49 s           |
| 3 | Frans Pauwels     | + 1 min 07 s     |

### Étape 5. Viella - La Seu d'Urgell. 266,0 km
|   | Cycliste                     | Temps            |
| - | ---------------------------- | ---------------- |
| 1 | Karel-Lodewijk van Espenhout | 10 h 28 min 23 s |
| 2 | Mariano Cañardo              | m.t.             |
| 3 | Antonio Martín               | m.t.             |

|   | Cycliste          | Temps            |
| - | ----------------- | ---------------- |
| 1 | Christophe Didier | 30 h 48 min 19 s |
| 2 | Frans Pauwels     | + 1 min 27 s     |
| 3 | Mariano Cañardo   | + 5 min 31 s     |

### Étape 6. La Seu d'Urgell - Figueres. 200,0 km
|   | Cycliste           | Temps           |
| - | ------------------ | --------------- |
| 1 | Albert Ritserveldt | 3 h 45 min 57 s |
| 2 | Antonio Martín     | + 4 s           |
| 3 | José Soler         | m.t.            |

|   | Cycliste          | Temps            |
| - | ----------------- | ---------------- |
| 1 | Christophe Didier | 39 h 19 min 24 s |
| 2 | Frans Pauwels     | + 1 min 45 s     |
| 3 | Mariano Cañardo   | + 5 min 49 s     |

### Étape 7. Figueres - Girona. 93,0 km (clm)
|   | Cycliste          | Temps           |
| - | ----------------- | --------------- |
| 1 | Mathias Clemens   | 2 h 30 min 07 s |
| 2 | Christophe Didier | + 5 min 23 s    |
| 3 | Joan Gimeno       | + 7 min 53 s    |

|   | Cycliste          | Temps            |
| - | ----------------- | ---------------- |
| 1 | Christophe Didier | 41 h 54 min 54 s |
| 2 | Mathias Clemens   | + 7 min 53 s     |
| 3 | Mariano Cañardo   | + 8 min 59 s     |

### Étape 8. Girona - Barcelone. 188,0 km
|   | Cycliste        | Temps           |
| - | --------------- | --------------- |
| 1 | Mathias Clemens | 6 h 43 min 23 s |
| 2 | Fermín Trueba   | + 2 min 57 s    |
| 3 | Antonio Martín  | + 3 min 27 s    |

|   | Cycliste          | Temps            |
| - | ----------------- | ---------------- |
| 1 | Christophe Didier | 48 h 41 min 44 s |
| 2 | Mathias Clemens   | + 4 min 26 s     |
| 3 | Mariano Cañardo   | + 8 min 59 s     |

## Classement final
| Pos. | Cycliste                     | Équipe | Temps            |
| ---- | ---------------------------- | ------ | ---------------- |
| 1    | Christophe Didier (LUX)      |        | 48 h 41 min 44 s |
| 2    | Mathias Clemens (LUX)        |        | + 4 min 26 s     |
| 3    | Mariano Cañardo (ESP)        |        | + 8 min 59 s     |
| 4    | Diego Cháfer (ESP)           |        | + 14 min 04 s    |
| 5    | Joan Gimeno (ESP)            |        | + 14 min 45 s    |
| 6    | Fermín Trueba (ESP)          |        | + 33 min 37 s    |
| 7    | Antonio Andrés Sancho (ESP)  |        | + 34 min 35 s    |
| 8    | Antonio Martín (ESP)         |        | + 37 min 49 s    |
| 9    | Delio Rodríguez Barros (ESP) |        | + 39 min 03 s    |
| 10   | Manuel Izquierdo (ESP)       |        | + 54 min 40 s    |

## Classement de la montagne
| Pos. | Cycliste        | Points |
| ---- | --------------- | ------ |
| 1    | Fermín Trueba   | 31     |
| 2    | Mathias Clemens | 26     |
| 3    | Joan Gimeno     | 17     |